# Verstärktes (kroatisches) Infanterie-Regiment 369

Truppenkennzeichen des Infanterie-Regiment 369

Das Verstärkte (kroatische) Infanterie-Regiment 369 war ein Verband der Wehrmacht im Zweiten Weltkrieg. Es wurde als erster Truppenteil der Kroatischen Legion Mitte 1941 aus im faschistischen Unabhängigen Staat Kroatien (NDH) geworbenen Freiwilligen rekrutiert und 1943 in der Schlacht von Stalingrad aufgerieben.

## Aufstellung
Nur wenige Tage nach Beginn des deutschen Balkanfeldzuges erklärte sich Kroatien am 10. April 1941 für unabhängig. Der faschistische Politiker Ante Pavelić ernannte sich zum Poglavnik (Führer) des Unabhängigen Staates Kroatien. Eine Woche später bestimmte er den Beitritt zu den so genannten „Achsenmächten“ und erklärte dem Vereinigten Königreich den Krieg.
Schon kurz nach dem deutschen Überfall auf die Sowjetunion am 22. Juni 1941 bemühte sich Pavelić um Rekrutierung von Freiwilligen, die in einer Kroatischen Legion an der Seite der deutschen Wehrmacht an der Ostfront kämpfen sollten.
Rasch konnten zwei Bataillone aufgestellt und in Warasdin zu einem Regiment vereinigt werden. Ein drittes, bosnisches Bataillon wurde in Sarajevo zusammengestellt. Alle drei Bataillone wurden anschließend nach Döllersheim in Österreich verlegt, wo sie zum Verstärkten (kroatischen) Infanterieregiment 369 vereinigt wurden. Das Regiment bestand aus drei Infanterie-Bataillonen, einer MG-Kompanie, einer Panzerabwehr-Kompanie, drei Feld-Artillerie-Batterien und einer Versorgungskompanie, insgesamt etwa 5.000 Soldaten.

## Einsatz im Deutsch-Sowjetischen Krieg

### Vorstöße an der Ostfront
Am 22. August 1941 traf das Regiment im südlichen Abschnitt des deutsch-russischen Kriegsschauplatzes ein. Im Oktober wurde es der überwiegend aus Österreichern bestehenden 100. Jäger-Division angeschlossen und kämpfte in dessen Verband am Dnjepr, in Charkow und am oberen Donezk, sowie zum Jahresende an der Miusfront.
1942 erfolgte zunächst der Vorstoß zum mittleren Don und in den großen Don-Bogen. Dabei nahm das Regiment, ab Juli befehligt von Oberst Viktor Pavičić, an den Kämpfen um Charkow und Kalatsch teil.

### Untergang in Stalingrad

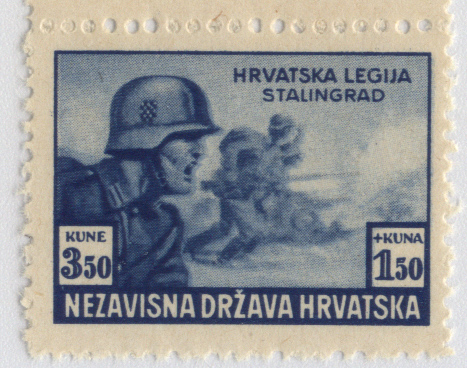
Wohltätigkeitsausgabe zugunsten kroatischer Legionäre (Briefmarke, Juli 1943)

Als Teil der deutschen 6. Armee übernahm das kroatische Regiment in der Schlacht von Stalingrad einen Kampfabschnitt im Norden von Stalingrad und nahm an den härtesten Gefechten der Schlacht teil.

„Als wir in Stalingrad eindrangen, war es total zerstört und in Flammen. Wir suchten Schutz in den Bunkern und Schützengräben, da uns der Feind pausenlos mit Artillerie, Katjuscha-Raketen und der Luftwaffe beschoß. Ich hatte das Glück keine Männer zu verlieren, aber der zweite Zug verlor einen Mann und hatte fünf Verwundete. Gegen 6 Uhr bombardierten Stukas das Gebiet vor uns und ein Angriff auf den nördlichen Teil der Stadt wurde befohlen. Meine Mission war es die Wolga mit dem Zug zu erreichen. Mit der Nacht kam auch ein permanentes Bombardement. Ich habe keinen Mann verloren, aber unsere Transport-Einheit war empfindlich getroffen worden. Sie verloren 10 Männer, 40 Pferde und einen LKW voller Ausrüstung.“

„Vom 26 auf den 27.9. flogen die russischen Flugzeuge sehr niedrig und bombardierten die Gegend, wo mein Bataillon sich verschanzt hatte. Am Morgen des 27. September beschoss man uns nur noch von einer Seite der Stadt. Ich verteilte meine Männer in verschiedene Schützengräben, bis ich die Order bekam uns auf das 227. Regiment zuzubewegen. Diese Bewegung konnten wir nur bei Nacht durchführen, obwohl die Sowjets das Gebiet sehr schwer durch ihre Artillerie und die Katjuscha-Raketen beschossen. Wir bewegten uns in kleinen Gruppen von 3 bis 4 Männern und hofften die 10 km bis zum 227. Regiment unbeschadet zu überstehen. Nach nur 100 Metern starben meine Männer – einer nach dem anderen. Kompanie-Kommandant Tomas wurde verwundet. Es blieb uns nichts anderes übrig, als uns durch Schützengräben weiterzubewegen. Die Sowjets warfen über unseren Köpfen Phosphorbomben ab. Viele der Männer verbrannten qualvoll. Es war ein schrecklicher Anblick. Gesunde und Verwundete sprangen in die Hölle, um die Kameraden herauszuziehen. Am 28. September 1942 verließ ich meine Einheit aufgrund einer Kopfverletzung, die mir ein Bombensplitter einbrachte, und wurde ausgeflogen. Später hörte ich, das meine Männer ihren heroischen Kampf fortsetzten, bis der letzte aus dem 2. Bataillon fiel.“

„Nachdem das 369te kroatische Infanterie-Regiment unter der Führung von Oberst Pavičić verstärkt wurde (im Gefüge mit der 100. Jägerdivision) – am 27. und 28. September 1942, anlässlich des Angriffes auf das Fabrikzentrum von Stalingrad – schlugen sie sich aus Süden in Richtung des Wolgaufers als rechte seitliche Divisionsabsicherung durch. Gleich in den ersten Kämpfen zeigte sich die große Kampfbereitschaft der schon früher für ihre Tapferkeit bekannten Legionäre. Aus taktischen Gründen wurde dieser Angriff allerdings abgebrochen. Nach der Umgruppierung unserer einzelnen Kampfgruppen und in Zusammenarbeit mit der 24. Panzerdivision fing der Angriff von der westlichen Seite auf das große Fabrikzentrum in der Stadtmitte an, das besetzt werden sollte um die Wolga zu erreichen. Dies war eine der schwierigsten Aufgaben, die in diesem Krieg eine Einheit erhalten hatte. Wir sollten mit unseren verhältnismäßig zahlenmäßig schwachen Kräften den Gegner aus seinen gut befestigten und ausgebauten Bunkern, Stellungen, Schützengräben und Kellern vertreiben, der sich im Stadtinneren verzweifelt zu halten versuchte. Schon am 28. September 1942 zeichnete sich besonders die uns zugeteilte kroatische Truppeneinheit aus, die mit ihren präzisen Kanonenfeuer sehr erfolgreich das schwere Vorkommen unserer Infanterie bei dem Angriff auf das Gebiet der Erdölraffinerie neben dem großen Eisenbahnbogen unterstützt hat.“

Im Rahmen der Umgruppierung des LI. Armeekorps am 25. September 1942 wurde IR 369 für den Angriff gegen die Arbeitersiedlungen eingesetzt. Beim Angriff auf den Mamajew-Hügel am 27. September 1942 stellte IR 369 die Reserve hinter den Jäger-Regimentern 54 und 227, erst als der Kampf um die Hügelspitze in die entscheidende Phase geriet, nahm IR 369 an den Gefechten um den Mamajew Kurgan, den „Tennisschläger“ und das Fleischkombinat auf dem rechten Flügel der 100. Jäger-Division teil. Noch am 29. September 1942 versuchte das IR 369 das 1045. Schützen-Regiment von Batjuks 284. Schützen-Division aus dem Tennisschläger zu vertreiben, es gelang jedoch nur die Westseite des Fleischkombinats zu nehmen, die Tagesverluste beliefen sich auf 70 Gefallene. Am 30. September 1942 wurde ein weiterer Versuch unternommen die nordöstlichen Abhänge des Mamajew Kurgan von den eingegrabenen Sowjetsoldaten zu säubern, was nicht gelang. Der Vorstoß in die Arbeitersiedlungen verzeichnete Geländegewinne, auf dem Mamajew-Hügel Stillstand und anhaltende Grabenkämpfe.
Anfang Oktober 1942 operierte IR 369 zusammen mit IR 54 gegen die 193. SD in den westlichen Zugängen der Arbeitersiedlung „Roter Oktober“ entlang der Achse Karusel'naja und Bibliotečnaja Straße. Die Jäger hatten weiterhin die mühsame Aufgabe das dicht bebaute Gebiet der Arbeitersiedlungen unter Kontrolle zu bringen und den sowjetischen Widerstand links und rechts der Eisenbahnlinie zu brechen. Als beide Regimenter zunehmend in erbitterte und stark fragmentierte Haus-zu-Haus und Straßenkämpfe mit der 193. Schützen-Division verwickelt wurden, gliederten sie sich in kleinere Kampfgruppen auf. Der Geländegewinn war minimal, teilweise nur 10 bis 100 Meter pro Tag. Der aus Munitionsmangel oft nur mit Bajonett ausgetragene Nahkampf von Häuserblock zu Häuserblock forderte auch bei der Roten Armee schwerste Verluste, als sich deren durchschnittliche Regimentsstärke innerhalb von kürzester Zeit auf 200 Soldaten reduzierte.
Am 17. Oktober 1942 hatte sich IR 369 an die Zugänge des Stahlwerks „Roter Oktober“ angenähert und traf dabei auf die Verteidigungslinien der 39. Gardeschützen-Division unter Generalmajor Gurjev.
Bei der Operationsplanung des Angriffs auf Stahlwerk „Roter Oktober“ am 22. Oktober 1942 wurde IR 369 auf der rechten Flanke neben der 14. Panzer-Division und dem 227. Jäger-Regiment in der Nähe der Bannyj-Schlucht eingesetzt. Im Laufe der Schlacht um „Roter Oktober“ wurde IR 369 der 79. Infanterie-Division unterstellt und spielte dort eine zentrale Rolle bei der Eroberung der Fabrikhallen 1–3. Am 25. Oktober 1942 übernahm das IR 369, welches zu der Zeit nur noch Bataillonsstärke hatte, die Verteidigungspositionen von IR 212 in Hallen 9 und 10. Ende Oktober 1942 verteidigten die Kroaten Halle 6 und 7 und waren danach schwerpunktmäßig bei den vergeblichen Einnahmeversuchen der Martinsofenhalle/Halle 4 im Einsatz. Am 11. November 1942 kam es zusammen mit dem Pionier-Bataillon 179 zu einem letzten Einbruch in die Martinsofenhalle, die militärisch in einem Fiasko endete (s. Operation Hubertus). Major Brajković führte die überlebenden 191 Kroaten an, verlor aber die meisten seiner Soldaten im Dauerfeuer sowjetischer Maschinengewehre.

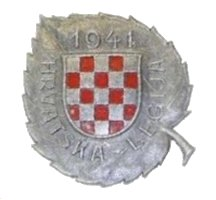
Erinnerungsabzeichen der Kroatischen Legion

Feldwebel Dragutin Podobnik war einer der höchst dekorierten Soldaten der kroatischen Legion. Er erhielt das Eiserne Kreuz 1. und 2. Klasse und eine Reihe von kroatischen Tapferkeitsmedaillen, einige davon persönlich von Pavičić im September 1942. Podobnik wurde berühmt in der Schlacht von Stalingrad bei der Einnahme des T-förmigen Gebäudes (T-Haus) im Stahlwerk „Roter Oktober“. Pavičić befahl den Angriff auf die taktisch wichtige Häuserfestung in der sowjetischen Verteidigungslinie, wollte jedoch aus Zeitgründen nicht das verspätete Eintreffen der Kampfpanzer zur Unterstützung abwarten. Podobniks 18 Mann starker Infanteriezug nahm das T-Haus in einem Handstreich ohne eigene Verluste, tötete sämtliche sowjetischen Verteidiger und übergab das Haus an das Infanterie-Regiment 54 (Gruppe Weber). Wenig später wurde das T-Haus seinerseits von einem Stoßtrupp der Roten Armee zurückerobert, welcher sich unentdeckt über unterirdische Gänge annähern konnte, Tage darauf erneut von deutschen Kräften eingenommen, dieses Mal allerdings unter hohen Verlusten. Feldwebel Podobnik wurde später in der Stalingradschlacht verwundet, aus dem Kessel evakuiert und als Soldat aus Pavičićs Eliteeinheit im Frühjahr 1945 getötet.

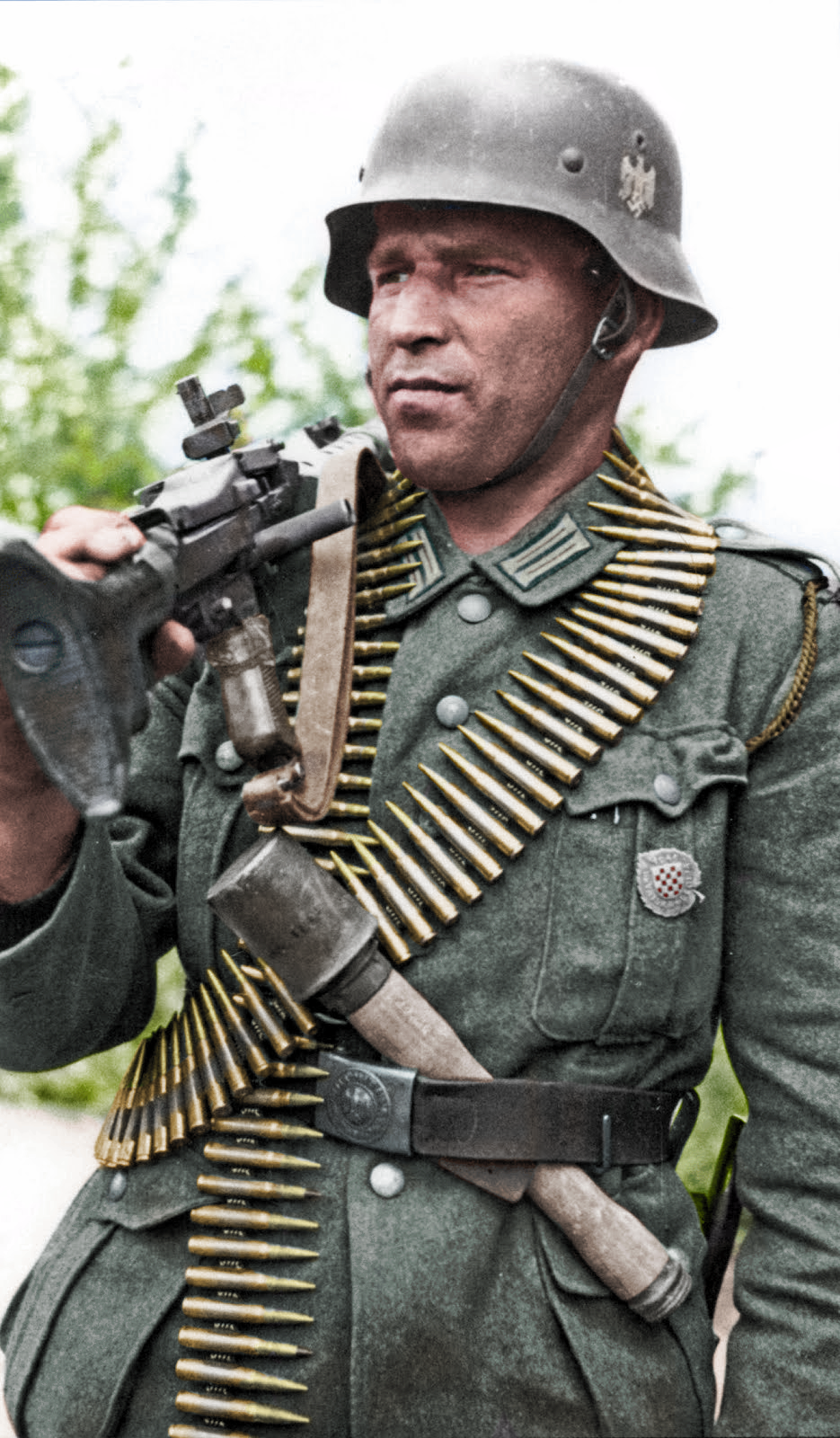
Soldat des IR 369 mit geschultertem MG 34 und Stielhandgranate. Auf der Brusttasche das Erinnerungsabzeichen der Kroatischen Legion (nachkoloriertes Bild).

Die stark dezimierten kroatischen Legionäre kämpften in der Kesselschlacht bis zur Kapitulation am 29. und 30. Januar 1943 und harrten bis zum Schluss in den eroberten Fabrikhallen des Stahlwerks „Roter Oktober“ aus.
Am 21. Oktober 1942 zählte man 983 Legionäre (ohne Artillerie und Kampfunterstützungstruppen) und am 21. Januar 1943 nur noch 443, was bedeutet, dass über 50 % der Soldaten in drei Monaten ihr Leben in den Kämpfen um die Stalingrader Industriekomplexe lassen mussten.
Der Regimentsgefechtsstand und die Artilleriebatterien waren in der Gegend um die Fliegerschule und den Friedhof aufgestellt. In der Schlussphase der Kesselschlacht starben noch einmal 350 Kroaten an Erfrierungen bei Außentemperaturen von −30 °C, Unterernährung und den Strapazen bei 24-stündigen Feuergefechten ohne Unterbrechung.
Oberst Mesić wurde der Nachfolger von Pavičić, welcher verzichtete und verschwand. In vorangegangenen Schreiben hatte Pavičić Mesić General Sanne bereits als Nachfolger vorgeschlagen. Formell wurde der Weggang des vermissten Pavičić vertuscht. Die von General Sanne unterzeichneten Dokumente wurden ausgegeben, damit er am 15. Januar 1943 aus Stalingrad ausgeflogen werden würde. Da kaum noch Infanteristen am Leben waren, mussten Artilleriesoldaten deren Aufgaben bei der Verteidigung der letzten Abwehrstellungen übernehmen. Einige der letzten Offiziere und Unteroffiziere waren Oberst Desović, Major Mladić, Major Pletikosa, Hauptmann Majerberger, Madraš und Tahir Alagić, Lt. Sloboda, Lt. Božidar Katušić, Lt. Jelić, Lt. Telišman Milivoj, Lt. Mihajlo Zubčevski, Lt. Fijember, Lt. Krsnik, Lt. Rudolf Baričević, Lt. Mihajlo Korobkin, Lt. Drago Mautner, Lt. Ivan Pap, Lt. Tomas, Lt. Ivan Čorić, Lt. Zvonimir Bućan und Lt. Djekić. Die Tapferkeit der Feldwebel Kučera, Martinović und Anton Štimac wurde gesondert vermerkt.
Hauptmann Madraš weigerte sich ausgeflogen zu werden, da er seinen Platz bei seinen Soldaten sah. Grbeša, Karlović Ivan, Resele Ivan, Stipetić Ivo und Tufo Ešref wurden wegen Insubordination und Feigheit vor ein Militärschnellgericht gestellt und vermutlich noch vor der Kapitulation exekutiert. Major Brajković war mit dem Aufrechterhalten der militärischen Disziplin beauftragt und führte diese Maßnahmen durch.
Als Stalingrad eingekesselt wurde, übernahmen auch kroatische Flieger seine Versorgung aus der Luft. Etwa 1000 verwundete kroatische Soldaten konnten aus dem belagerten Stalingrad ausgeflogen werden. Leutnant Rudolf Baričević und eine Gruppe von 18 verwundeten kroatischen Soldaten waren die letzten, die aus Stalingrad in einem waghalsigen Manöver bei schweren Schneestürmen ausgeflogen wurden.
Bis Ende 1942 verlor das Regiment zwei Drittel seiner Kräfte und schmolz auf Bataillonsstärke zusammen. Der Rest des Regiments wurde schließlich im Januar 1943 fast vollständig vernichtet. Nach dem Ende der Kampfhandlungen gingen Oberstleutnant Mesić, 100 verwundete, durch Typhus, Dysenterie, Skorbut und andere Mangelerkrankungen stark geschwächte und halb erfrorene Soldaten sowie 600 Legionäre aus Artillerie- und anderen Unterstützungstruppen in sowjetische Kriegsgefangenschaft, wo sich ihre Spuren verloren.